# سوزوکی آلتو
سوزوکی آلتو (Suzuki Alto) خودرویی است که از سال ۱۹۷۹ تاکنون تولید شده‌است.
این خودرو در کلاس خودرو کی قرار گرفته، است.